# Guerra filipino-estadounidense
La guerra filipino-estadounidense, la primera guerra de liberación nacional del siglo XX, fue un conflicto bélico acaecido entre Filipinas y el ejército de los Estados Unidos desde el 4 de febrero de 1899 hasta el 16 de abril de 1902.
Este conflicto es conocido también como la insurrección filipina o la insurrección tagala, minimizando su importancia en asuntos internacionales. Este nombre fue históricamente el más usado comúnmente en Estados Unidos, pero los filipinos y un número considerable de historiadores estadounidenses se refiere a estas hostilidades como la guerra filipino-estadounidense, y en 1999 la Biblioteca del Congreso estadounidense reclasificó sus referencias para usar este término. La mayoría los historiadores modernos sitúan el número de muertos de la guerra entre 200 000 y 250 000.
Los combates entre las fuerzas de Estados Unidos y las fuerzas de la República Filipina estallaron el 4 de febrero de 1899, en lo que se conoció como la Batalla de Manila. El 4 de febrero de 1899, el Consejo de Gobierno de Filipinas emitió una proclama instando al pueblo a continuar la guerra.  El presidente filipino Emilio Aguinaldo fue capturado el 23 de marzo de 1901, y la guerra fue declarada oficialmente terminada por EEUU el 2 de julio de 1902. Sin embargo, algunos grupos filipinos -algunos dirigidos por veteranos de la Katipunan, sociedad revolucionaria filipina que había lanzado la revolución contra España- siguieron luchando durante varios años más. Otros grupos, como el moro Musulmán  del sur de Filipinas y el casicatólico Pulahan, continuaron las hostilidades en zonas remotas. La resistencia en las provincias del sur dominadas por los moros, denominada Rebelión Moro por los estadounidenses, terminó con su derrota final en la Batalla de Bud Bagsak el 15 de junio de 1913.
La guerra causó la muerte de al menos 200.000 civiles filipinos, la mayoría por hambruna y enfermedades como el cólera. Algunas estimaciones de muertos civiles llegan hasta el millón. Durante el conflicto, ambos bandos cometieron atrocidades, como torturas, mutilaciones y ejecuciones. En represalia por las tácticas de guerra de guerrillas filipinas, Estados Unidos llevó a cabo represalias y campañas de tierra quemada y reubicó por la fuerza a muchos civiles en campos de concentración, donde murieron miles de personas.   La guerra y la posterior ocupación por EE. UU. cambiaron la cultura de las islas, provocando el auge del Protestantismo, el desestablecimiento de la Iglesia católica y el auge del Inglés en las islas como lengua principal del gobierno, la educación, los negocios y la industria.
La anexión y la guerra de EE. UU. provocaron la reacción política de los antiimperialistas del Senado de los Estados Unidos, que argumentaban que la guerra era un claro ejemplo de imperialismo estadounidense, y que era una contradicción inherente de los principios fundacionales de Estados Unidos contenidos en la Declaración de Independencia.

## Orígenes de la guerra

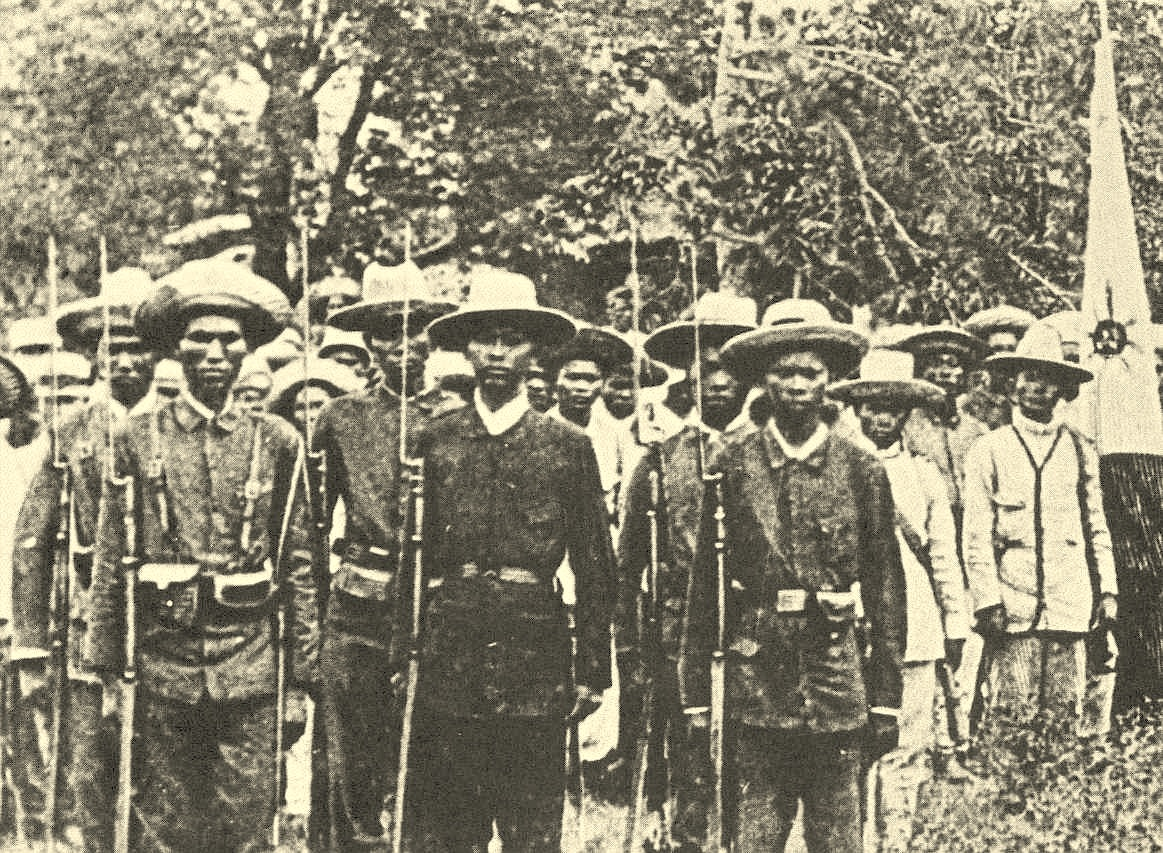
Una fotografía de finales del con katipuneros filipinos.

El gobierno estadounidense había asegurado a los rebeldes filipinos que su único interés residía en derrotar a España y, de paso, ayudar a los filipinos a conseguir la independencia. El presidente estadounidense McKinley había declarado públicamente que la anexión Filipinas, «habría sido, de acuerdo a nuestro código moral, una agresión criminal». Pero tras la derrota de España a causa de la guerra hispano-estadounidense, los Estados Unidos se volvieron contra los filipinos, quienes les habían proporcionado importante ayuda militar e información logística, y se apoderaron de Filipinas convirtiéndola en una colonia estadounidense. McKinley explicaría que «los filipinos eran incapaces de auto gobernarse, y que Dios le había indicado que no podían hacer otra cosa más que «educarlos y cristianizarlos», a pesar de que Filipinas ya habían sido cristianizadas por los españoles a lo largo de varios siglos.
En diciembre de 1898, Estados Unidos adquirió Filipinas y otros territorios de España por la suma de 20 millones de dólares estadounidenses, mediante el Tratado de París. Sin embargo, los filipinos, que ya habían declarado la independencia el 12 de junio de ese año, se opusieron a los términos del tratado. El 14 de agosto, una tropa formada por 11 000 soldados fue enviada a ocupar las islas. El 1 de enero de 1899, Emilio Aguinaldo fue declarado primer presidente. Más tarde organizó un congreso en Malolos, Bulacán, para redactar una constitución.

## Desarrollo
Las tensiones entre los soldados filipinos y estadounidenses en las islas surgieron debido a los movimientos por la independencia, contrarios a la colonización, agravados por los sentimientos de traición por parte de Aguinaldo, quien había sido llevado a las islas por la armada estadounidense. Las hostilidades comenzaron el 4 de febrero de 1899, cuando un soldado estadounidense disparó a un soldado filipino que estaba atravesando un puente en el territorio estadounidense ocupado de San Juan del Monte; un incidente que los historiadores ahora consideran el inicio de la guerra. El presidente estadounidense William McKinley más tarde diría a los reporteros «que los insurgentes habían atacado Manila» para así justificar la guerra en Filipinas.
La administración del presidente estadounidense McKinley calificó a Aguinaldo de «bandido fugitivo», sin jamás emitir ninguna declaración de guerra. Dos razones se han dado para esto: una es que llamando a la guerra, la insurrección filipina parecería una rebelión contra un gobierno legal, aunque la única parte de Filipinas bajo control estadounidense era Manila; la segunda fue para permitir al gobierno estadounidense evitar el compromiso de las reclamaciones de las acciones de los veteranos. En junio de 1900, Galicano Apacible, el primer embajador de Filipinas en los Estados Unidos, que había huido a la ciudad de Toronto (Canadá) el año anterior para evitar la posible detención por las autoridades estadounidenses,
escribió en inglés una apasionada carta al pueblo estadounidense, exhortándolo a detener la agresión contra su país.
El 28 de marzo de 1901, Emilio Aguinaldo y Famy, primer presidente de Filipinas, fue capturado por fuerzas de los Estados Unidos. La lucha de guerrillas continuó: el 5 de septiembre de 1903 fue capturado Simeón Ola.
En septiembre de 1901, 34 soldados estadounidenses murieron en una acción de la resistencia nacionalista cerca de la ciudad de Balangiga. La población de la ciudad fue masacrada un mes después en una operación de represalia del ejército estadounidense.
La guerra duró tres años y fue muy desigual. El comandante filipino Pedro Alcántara Monteclaro, luchando por recuperar su natal ciudad de Miagao, escribió:
"No es suficiente con los machetes y los requisados máuseres de los españoles... contra las ametralladoras gatling y los rifles de carga rápida y gran calibre del poderoso ejército estadounidense... Me temo que si esto falla, será una batalla unilateral: otra masacre de mis hombres y los inocentes en la ciudad. ¿Cómo puede un puñado de rifles, lanzas y balas de Máuser ganar contra las ametralladoras Gatling, que arrojan 600 balas por minuto? Sus cañones navales pueden pulverizar la ciudad desde una distancia segura"..
Macario Sacay asumió la presidencia filipina tras la captura y arresto domiciliar del presidente Aguinaldo, pero el 17 de julio de 1906 fue engañado por el gobernador estadounidense con una falsa oferta de amnistía y la promesa de un puesto en la proyectada Asamblea Nacional (en un marco republicano democrático). Sacay y sus guerrilleros fueron ahorcados por orden del gobernador el 13 de septiembre de 1907.
Durante la guerra, la técnica de tortura de la toca, llamada eufemísticamente water cure / cura de agua (mantener a un prisionero inmóvil en el suelo y casi asfixiarlo con agua en abundancia) se utilizó masivamente para hacer hablar a los prisioneros filipinos.

## Consecuencias

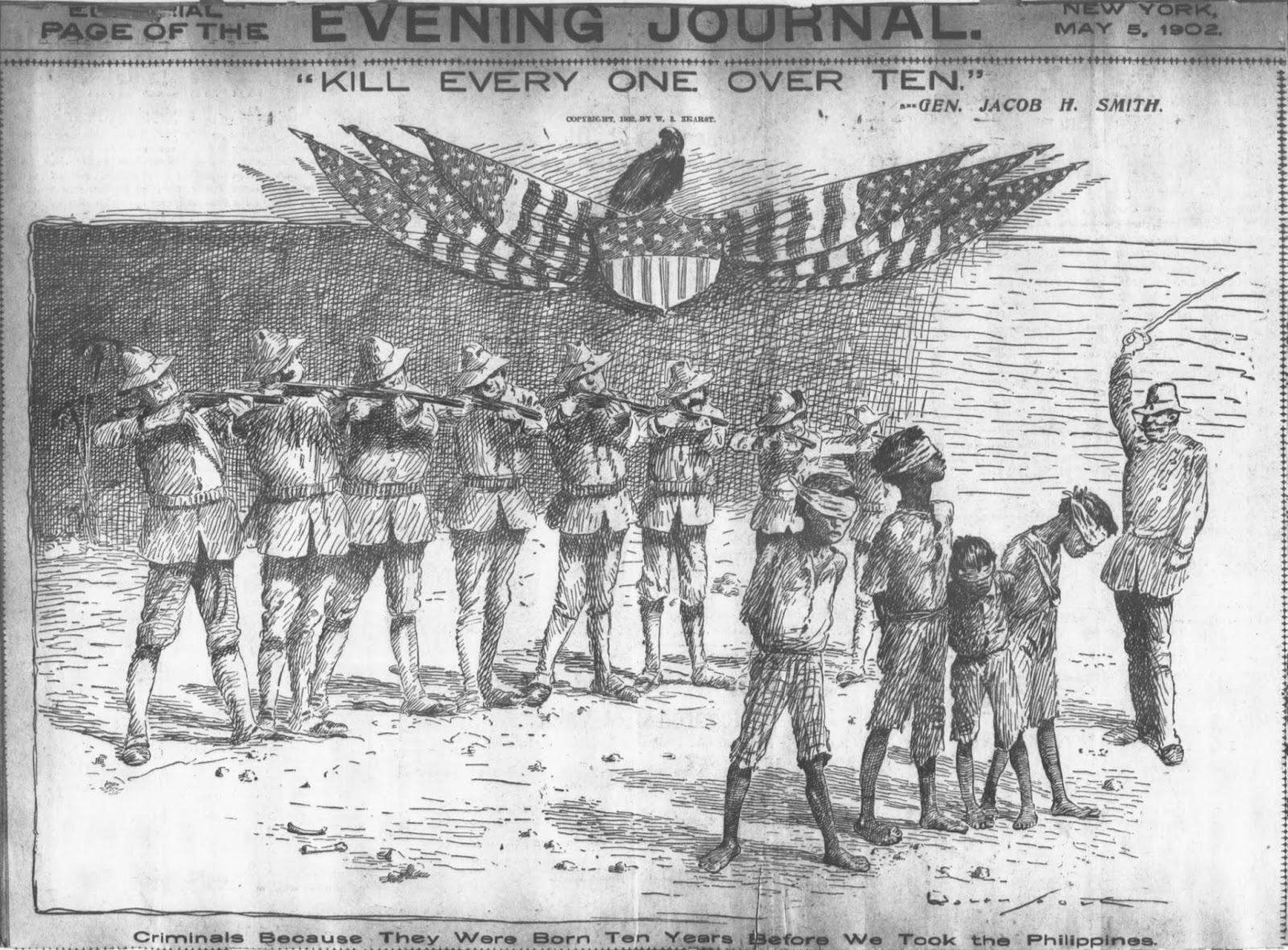
Imagen de prensa mostrando la infame orden dada por el general Smith «MATAD A LOS MAYORES DE DIEZ (años)» New York Journal, 5 de mayo de 1902.

Durante la contienda murieron 20 000 militares filipinos y 4234 estadounidenses. La mayoría los historiadores modernos sitúan el número de civiles muertos de la guerra entre 200 000 y 250 000, la mayoría a causa de la hambruna y las enfermedades.
Según el periodista político estadounidense James B. Goodno, el número de hombres, mujeres y niños civiles filipinos que perecieron como consecuencia directa de los enfrentamientos sobrepasó la sexta parte de la población total del país (o sea, murieron entre 1,2 millones y 1,5 millones).
En 1908, el sacerdote católico Manuel Arellano Remondo estimó que hubo un poco más de un millón de hombres, mujeres y niños civiles filipinos muertos por la guerra:

La población disminuyó debido a la guerra. En 1895 se estima que en Filipinas vivían unos 9 millones de personas, y en la actualidad [1908], los habitantes del archipiélago no superan los 8 millones de personas.

Al final de la guerra, el censo oficial estadounidense de 1903 contabilizó 7 635 426 habitantes en todo el país.
Rudyard Kipling escribió en 1899 defendiendo el imperialismo estadounidense en Filipinas su poema «La carga del hombre blanco» («The White Man's Burden»), publicado originalmente en la revista popular McClure's con el subtítulo «The United States and the Philippine Islands» (‘Los Estados Unidos y las islas Filipinas’).

es de esperar que una enorme proporción de esas bajas sean filipinos de habla hispana ya que eran los de este habla los que mejor entendían los conceptos de independencia y libertad y los que escribieron obras en idioma español sobre dichas ideas.

Luciano de la Rosa, El filipino: origen y connotación (1960)

La quema de aldeas, las torturas y las violaciones por parte de los soldados estadounidenses también fueron abundantes.
El historiador estadounidense Paul A. Kramer señala que el comportamiento de los soldados estadounidenses provocó la indignación de los antimperialistas, quienes abiertamente denunciaron la quema de iglesias, la profanación de cementerios y la ejecución de prisioneros.
Los estadounidenses practicaban la tortura de llamada «curas de agua», en la que obligaban al prisionero a ingerir mucha cantidad de líquido, lo que provocaba muchas veces la muerte por colapso.
Tras la derrota, Filipinas se convirtió en una colonia de Estados Unidos, que impulsó su cultura e idioma en las islas. Para guardar las apariencias se sancionó un “Philippine Bill” y se implantó una Asamblea Nacional elegida por los filipinos, que comenzó a funcionar en 1907. Sin embargo, es precisamente el ocupante quien implementa un régimen tributario regresivo que favorece la concentración de grandes dominios, los actuales latifundios. Tras una muy relativa autonomía acordada en 1916, en julio de 1946 se proclamará la independencia. Sin embargo, Washington continuará interviniendo en los asuntos del nuevo Estado, especialmente en el momento de las elecciones (de donde surge la presidencia de Ferdinand Marcos, de 1965 a 1986). Estados Unidos abandonará sus gigantescas bases militares en 1992.